# Letní olympijské hry 1956
XVI. letní olympijské hry se uskutečnily ve dnech 22. listopadu až 8. prosince 1956 v australském Melbourne, šlo o první olympijské hry, které se konaly na jižní polokouli. Her se zúčastnilo 3184 sportovců z 67 zemí, Československo reprezentovalo 64 sportovců, z toho 13 žen. V celkovém hodnocení se československá výprava s šesti medailemi umístila na 18. místě.

## Problémy her

### Politické
Z politických důvodů opustila sportovní kolbiště Čína. Do dějiště her přicestovaly olympijské výpravy Číny a Tchaj-wanu. Čína však žádala výpravu Tchaj-wanu k hrám nepřipustit. MOV požadavku nevyhověl, Číňané odjeli a v roce 1958 národní výbor vystoupil z MOV.
Rok před OH byl přijat do MOV olympijský výbor NDR. Rozhodnutím MOV bylo nařízeno, že oba státy (NDR i NSR) musí vyslat do her společnou sportovní výpravu.
Hry se konaly v období po povstání v Maďarsku a Suezské krizi v Egyptě. V důsledku těchto událostí několik států na hry své sportovce nevyslalo.

### Jezdecké soutěže
Kvůli povinné půlroční karanténě, předepsané australskými zákony pro zahraniční koně, se jezdecké soutěže odehrály v květnu 1956 ve Stockholmu (Švédsko). Mezinárodní olympijský výbor tak poprvé a zatím naposledy souhlasil s nedodržením zásady jednoty místa a času konání.

## Počet medailí podle údajů mezinárodního olympijského výboru
| Pořadí | Země                           | Zlato | Stříbro | Bronz | Celkem |
| 1      | Sovětský svaz (URS)            | 37    | 29      | 32    | 98     |
| 2      | Spojené státy americké (USA)   | 32    | 25      | 17    | 74     |
| 3      | Austrálie (AUS)                | 13    | 8       | 14    | 35     |
| 4      | Maďarsko (HUN)                 | 9     | 10      | 7     | 26     |
| 5      | Itálie (ITA)                   | 8     | 8       | 9     | 25     |
| 6      | Švédsko (SWE)                  | 8     | 5       | 6     | 19     |
| 7      | Tým sjednoceného Německa (EUA) | 6     | 13      | 7     | 26     |
| 8      | Velká Británie (GBR)           | 6     | 7       | 11    | 24     |
| 9      | Rumunsko (ROU)                 | 5     | 3       | 5     | 13     |
| 10     | Japonsko (JPN)                 | 4     | 10      | 5     | 19     |
| 11     | Francie (FRA)                  | 4     | 4       | 6     | 14     |
| 12     | Turecko (TUR)                  | 3     | 2       | 2     | 7      |
| 13     | Finsko (FIN)                   | 3     | 1       | 11    | 15     |
| 14     | Írán (IRI)                     | 2     | 2       | 1     | 5      |
| 15     | Kanada (CAN)                   | 2     | 1       | 3     | 6      |
| 16     | Nový Zéland (NZL)              | 2     | 0       | 0     | 2      |
| 17     | Polsko (POL)                   | 1     | 4       | 4     | 9      |
| 18     | Československo (TCH)           | 1     | 4       | 1     | 6      |
| 19     | Bulharsko (BUL)                | 1     | 3       | 1     | 5      |
| 20     | Dánsko (DEN)                   | 1     | 2       | 1     | 4      |
| 21     | Irsko (IRL)                    | 1     | 1       | 3     | 5      |
| 22     | Norsko (NOR)                   | 1     | 0       | 2     | 3      |
| 23     | Mexiko (MEX)                   | 1     | 0       | 1     | 2      |
| 24     | Brazílie (BRA)                 | 1     | 0       | 0     | 1      |
| 24     | Indie (IND)                    | 1     | 0       | 0     | 1      |
| 26     | Jugoslávie (YUG)               | 0     | 3       | 0     | 3      |
| 27     | Chile (CHI)                    | 0     | 2       | 2     | 4      |
| 28     | Belgie (BEL)                   | 0     | 2       | 0     | 2      |
| 29     | Argentina (ARG)                | 0     | 1       | 1     | 2      |
| 29     | Jižní Korea (KOR)              | 0     | 1       | 1     | 2      |
| 31     | Island (ISL)                   | 0     | 1       | 0     | 1      |
| 31     | Pákistán (PAK)                 | 0     | 1       | 0     | 1      |
| 33     | Jihoafrická unie (RSA)         | 0     | 0       | 4     | 4      |
| 34     | Rakousko (AUT)                 | 0     | 0       | 2     | 2      |
| 35     | Bahamy (BAH)                   | 0     | 0       | 1     | 1      |
| 35     | Řecko (GRE)                    | 0     | 0       | 1     | 1      |
| 35     | Švýcarsko (SUI)                | 0     | 0       | 1     | 1      |
| 35     | Uruguay (URU)                  | 0     | 0       | 1     | 1      |
| Celkem | Celkem                         | 153   | 153     | 163   | 469    |

## Kandidátská města
O uspořádání 16. olympijských her se ucházel do té doby nevídaný počet 9 měst. Vítězný Melbourne porazil v roce 1951 ve finále hlasování Buenos Aires (Argentina) o jeden hlas. Dalšími uchazeči byly Mexico City (Mexiko) a americká města Los Angeles, Detroit, Chicago, Minneapolis, Philadelphia a San Francisco.